# ウドムルト共和国

ウドムルト共和国
Удмурт Элькун
Удму́ртская респу́блика

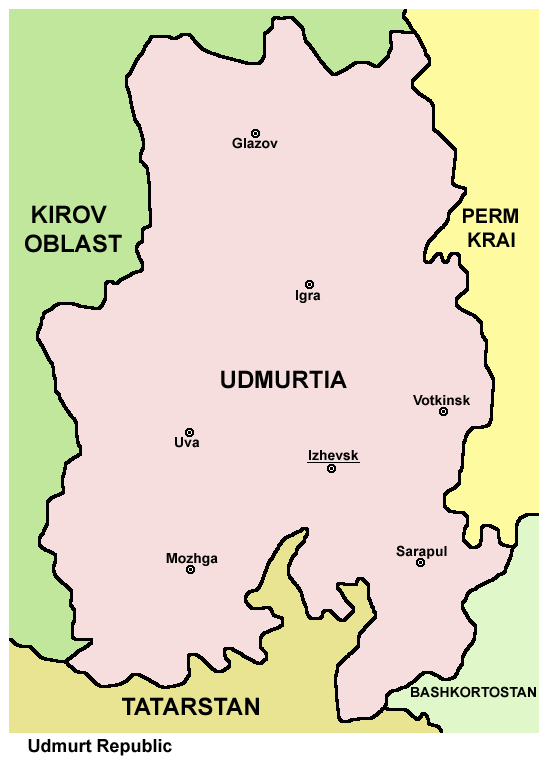

ウドムルト共和国（ウドムルトきょうわこく、ウドムルト語: Удмурт Элькун、ロシア語: Удму́ртская респу́блика, ロシア語ラテン翻字: Udmúrtskaya respúblika、英語: Udmurt Republic）は、ロシア連邦に属する共和国。首都はイジェフスク。沿ヴォルガ連邦管区に含まれる。北にキーロフ州、東にペルミ州、南にバシコルトスタン共和国、タタールスタン共和国と隣り合う。

## 地理
ヨーロッパ・ロシアの東部に位置し、ウラル山脈の西側、カマ川とヴャトカ川のあいだに広がる。穏やかな大陸性の気候。
キーロフ州、ペルミ地方、バシコルトスタン共和国、タタールスタン共和国と隣り合う。

## 住民
住民の民族別の内訳は、ロシア人（67.7%）、ウドムルト人（24.1%）、タタール人（5.5%）など。ウドムルト人はフィン・ウゴル系の民族である。公用語はウドムルト語とロシア語。主な宗教は正教とシャーマニズム。

## 歴史
もともとウドムルト人が暮らしていたこの地域に、ロシア人開拓者が達したのは12世紀ごろ。1552年にカザン・ハン国がロシアに併合されて後、ロシア人入植者が増えていった。
1920年、ヴォート自治州として形成され、1934年にウドムルト自治ソビエト社会主義共和国と改称された。1990年、ソビエト連邦の解体にともない、現在のウドムルト共和国に改称された。

## 経済
金属加工や木材加工、化学工業、ガラス工業が盛んでおり、原油と石炭を産する。

また、銃器設計家のミハイル・カラシニコフが設計したAK-47や、その派生型を生産しているイズマッシュ社があり、ウドムルト共和国の重要な産業の一つとなっている。

## 主な都市
- イジェフスク - 首都
- ヴォトキンスク
- サラプル
- グラゾフ

## 標準時
この地域はサマラ時間の標準時を使用している。時差はUTC+4時間である。
従来はサマラ時間（通常はUTC+4時間、夏季はUTC+5時間）が使われていたが、2010年3月28日のサマータイム開始と同時に同時間帯は廃止され、モスクワ時間に統合された。また、2011年には従来の夏時間が通年で使用される事になり、時間帯はUTC+4時間に固定された。しかし、2014年10月26日にサマラ時間が復活し、時間帯はそのままUTC+4時間となっている。